# Refinación del petróleo

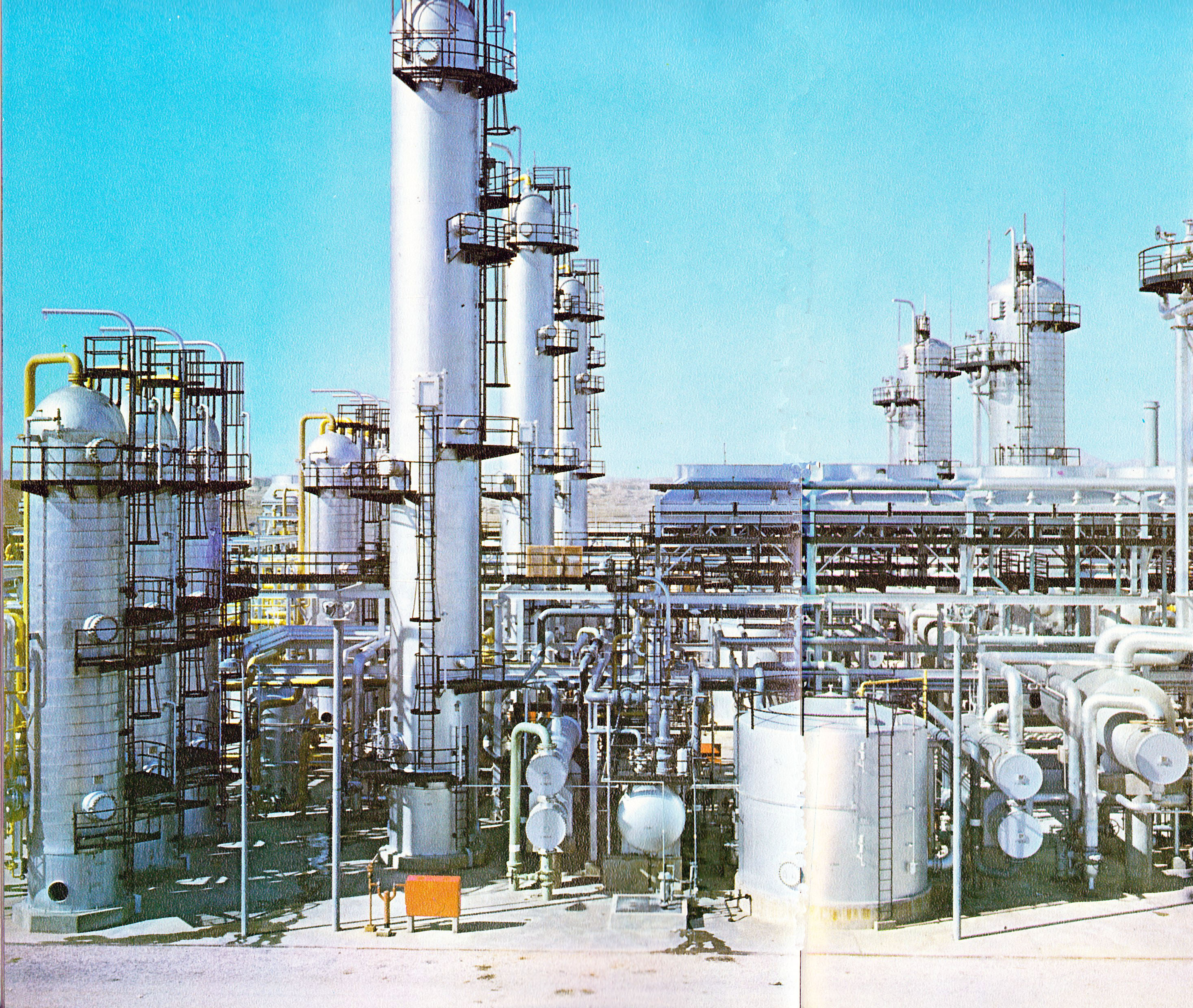
Refinería de petróleo en Irán

El refinado del petróleo es un proceso que incluye el fraccionamiento y transformaciones químicas del petróleo para producir derivados  comerciales.
De acuerdo con este objetivo, en general estos procesos se realizan juntos en una refinería. La refinería es donde se trata el petróleo para extraer fracciones comerciales.
El petróleo es una mezcla de diferentes hidrocarburos, que debe someterse a una serie de diferentes tratamientos para poder ser utilizada en los motores de combustión y en las diversas ramas de la industria. Muy a menudo, la calidad del crudo es altamente dependiente de su origen. De acuerdo a su origen, color, viscosidad, su contenido de azufre, el punto de fluidez o su contenido de minerales . Por lo tanto, las refinerías tienen en cuenta estos factores.
Una refinería debe ser diseñada para manejar una amplia gama de crudos. Por supuesto, hay refinerías diseñadas para procesar solamente un único crudo, pero estos son casos especiales donde el recurso bruto estimado es muy importante.
Hay refinerías simples y complejas. Las refinerías simples consisten en solo unas pocas unidades de procesamiento, mientras que las refinerías complejas tienen muchas más.
En los países que disponen de ellas, las refinerías se instalan preferentemente en las costas, para ahorrar gastos de transporte y de construcción de oleoductos.
Según el lugar donde se encuentre la refinería, así como también la naturaleza del petróleo bruto procesado (por ejemplo crudo BTS o HTS, aromático o crudo nafténico ), la finalidad y estructura de la refinería es diferente; así como también según las posibles necesidades locales, la refinería puede ser muy simple o muy compleja. A menudo, en Europa, en Estados Unidos y en general en áreas en las que las necesidades de combustible son altas, la estructura de las refinerías es compleja. Por el contrario, en los países en desarrollo, esta estructura es bastante simple.
El crudo, una vez llegado a la refinería, se almacena en grandes depósitos. En general, el crudo se almacena según su contenido en azufre, el de bajo contenido (BTS) se almacena separado del alto contenido de azufre (HTS). Igual ocurre en el tratamiento. De acuerdo con la demanda del mercado, se trata primero el BTS en un ciclo antes de tratar un ciclo de HTS para evitar la contaminación de los productos de BTS por los de HTS. Si es el caso contrario, los productos pasadas unas pocas horas desde que son procesados, en su caso, se dirigen a los contenedores de productos HTS para su reprocesamiento.

## Estructura de una refinería
En las refinerías se transforma al petróleo que está compuesto por miles de hidrocarburos en fracciones, de composición y propiedades aproximadamente constantes, que destilan entre dos temperaturas prefijadas. Las refinerías tienen diferentes complejidad según las distintas plantas instaladas. Sus productos principales son naftas, querosenos, gas oils, diésel y fuel oil.

### Plantas en una destilería (refinería) de petróleo

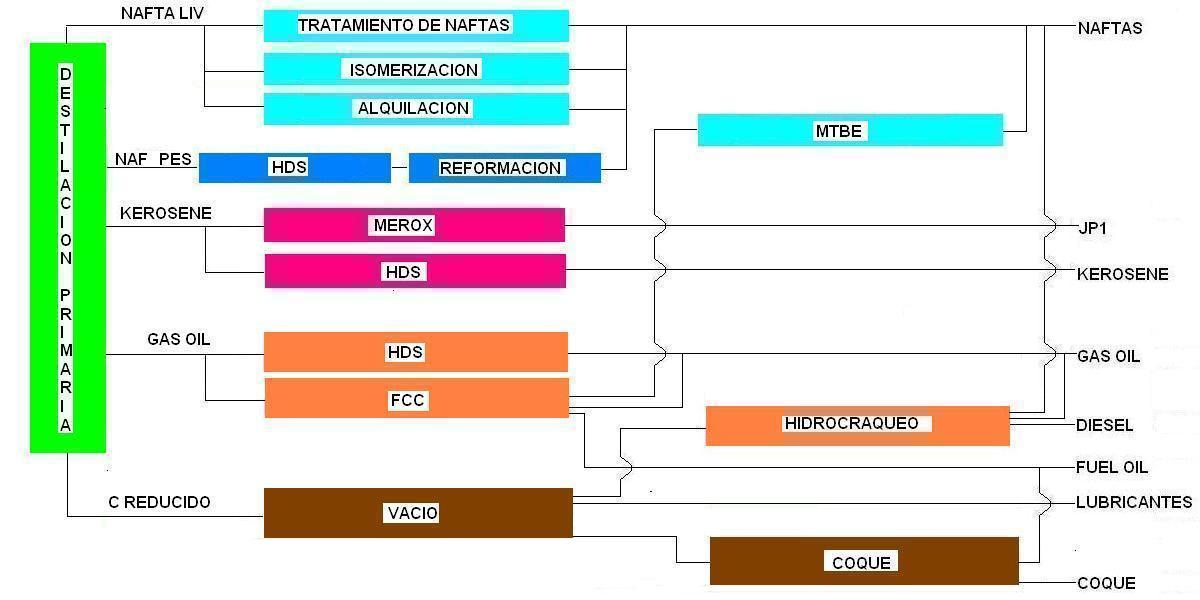
Diagrama de una refinería

Una destilería debe estar diseñada para tratar una gama bastante amplia de petróleos. En aquellos lugares donde las reservas estimadas de crudo se proyectan similares en calidad, las refinerías son concebidas para tratar solamente ese tipo de crudo. Existen refinerías simples (con algunas unidades de procesamiento) y complejas (con un gran número de unidades).
- Destilación al vacío del residuo de topping

- Unidades de hidrodesulfuración (eliminación del azufre) de GLPs, Naftas, Kerosene y Gas oil para permitir la posterior reformación

- Unidad de Isomerización de naftas livianas en isoparafinas de alto índice de octano

- Tratamiento con sosa cáustica de nafta o kerosene (unidad Merox)

- Unidad de reformado de naftas pesadas de bajo octanaje en hidrocarburos aromáticos de alto índice de octano

- La planta de MTBE produce un aditivo para incrementar el octanaje de la nafta sin plomo

- Alquilación que produce livianos con un número de octanos superior

- Hidrocraqueo de gas oil resultante de la Unidad de Vacío (en presencia de hidrógeno y de un catalizador) en gasoil de mayor valor añadido.

- Coquización para reducir los excedentes de fuel oil pesado de bajo valor dejando un carbono casi puro, denominado coque.

- Planta de Hidrógeno para los procesos de hidrodesulfuración e hidrocraqueo

## Tipos de crudo
Existen diferentes tipos de crudos en función de sus componentes principales y de su contenido en azufre:
- nafténicos,
- aromáticos,
- de muy bajo contenido en azufre, SELV
- de bajo contenido en azufre, BTS
- de contenido medio en azufre, MTS
- de alto contenido en azufre, HTS
- de muy alto contenido en azufre Thts

Las refinerías (las unidades de procesamiento) no siempre son apropiadas para el tratamiento de todos estos crudos porque según su construcción, no todas están diseñadas para abarcar toda la gama de crudos.